# Bugendana
Bugendana è un comune del Burundi situato nella provincia di Gitega con 108.387 abitanti (censimento 2008).

## Geografia antropica

### Suddivisioni amministrative
Il comune è suddiviso in 22 colline.